# No estamos solos (película)
No estamos solos es un documental realizado en España, dirigido por Pere Joan Ventura y producido por El Gran Wyoming y Pere Portabella en 2015.
La idea original parte de un libro escrito en 2013 por El Gran Wyoming con el mismo título que el documental.
Fue rodado durante 2014 en Madrid, Barcelona, Valencia, Gijón y Sevilla.
Fue presentado en el Festival de cine de San Sebastián, el de La Habana, el de Nantes y hasta el festival IDFA de Ámsterdam.

## Sinopsis
La crisis económica en España de 2008 a 2014 afectó a toda la población: pensionistas y trabajadores, hombres y mujeres, jóvenes y mayores. España comenzó a rebelarse; surgen las protestas del movimiento 15-M (también llamado movimiento de los Indignados) y así miles de personas alzaron la voz en 2011 y decidieron tomar las calles y plazas de toda España para expresar su indignación frente a los recortes presupuestarios en sectores públicos como la educación, en el sistema de salud, en los servicios sociales; también mostraban su rechazo por las privatizaciones, los desahucios y la corrupción política. 
La película retrata la fuerza y la imaginación de los movimientos sociales para denunciar la degradación de la democracia. Una rebelión espontánea, con gran participación de la sociedad civil.
En el documental aparecen varios movimientos sociales crecidos al calor del 15-M, víctimas de la especulación, la corrupción, el neoliberalismo o el enriquecimiento salvaje de unos pocos:  Marea Blanca, Marea Verde, La PAH (Plataforma de Afectados por la hipoteca), FLO 6x8, Yayoflautas, la Solfónica, la Tertulia Feminista Les Comadres, las mujeres de Barredos, personajes como el historiador Josep Fontana, el actor Juan Diego Botto, el pancartista Martín Sagrera.  Aparece el Tren de la Libertad formado por mujeres contra la reforma del ministro Gallardón a la ley del aborto, el movimiento Salvem el Cabanyal en Valencia, la Corrala Utopía en Sevilla...
Hoy en día muchos movimientos se han inspirado en aquella experiencia para seguir defendiendo los derechos de todos los ciudadanos. No estamos solos relata su batalla.